# Imre János Bekey
Imre Janos Bekey (Budapest, 27 gennaio 1889 – ...) è stato un allenatore di calcio e calciatore ungherese.

## Carriera
Allenatore scrupoloso ed amante della disciplina, era anche molto attento alla condizione atletica dei giocatori. Allenò in Serie A la Pro Patria e diverse altre squadre nelle divisioni inferiori.